# Tylophora amboinensis
Tylophora amboinensis är en oleanderväxtart som beskrevs av Rudolf Schlechter. Tylophora amboinensis ingår i släktet Tylophora och familjen oleanderväxter. Inga underarter finns listade i Catalogue of Life.